# إد الطالب (أغلو)
إد الطالب هو دُوَّار يقع بجماعة اثنين أغلو، إقليم تيزنيت، جهة سوس ماسة في المملكة المغربية. ينتمي الدوّار لمشيخة أغلو التي تضم 21 دوار. يقدر عدد سكانه بـ 295 نسمة حسب الإحصاء الرسمي للسكان والسكنى لسنة 2004.

## روابط خارجية
- البوابة الوطنية للجماعات الترابية
- المندوبية السامية للتخطيط